# John Yonge Akerman
Pour les articles homonymes, voir Yonge.
John Yonge Akerman (12 juin 1806 – 18 novembre 1873) est un antiquaire anglais spécialisé dans la numismatique. Il écrit également sous le pseudonyme de Paul Pindar.

## Biographie
Akerman est né à Londres le 12 juin 1806. Il devient secrétaire de William Cobbett en 1838, à la London and Greenwich Railway Company ; et plus tard d'Albert Denison (1er baron Londesborough) .
En janvier 1834, Akerman est élu membre de la Society of Antiquaries. À l'automne 1848, il en devient co-secrétaire avec Sir Henry Ellis et, cinq ans plus tard, unique secrétaire. Il occupe le poste jusqu'en 1860, date à laquelle sa mauvaise santé l'oblige à démissionner ainsi que de la rédaction de l'Archæologia  .
En 1836, à une époque où il n'y a pas de périodique anglais de ce genre, il lance, principalement à ses propres frais, une publication appelée le Numismatic Journal, dont deux volumes paraissent sous sa direction. Il aide à former la Numismatic Society of London, qui tient sa première réunion régulière en décembre 1836. Akerman est secrétaire à partir de là jusqu'en 1860 et rédacteur en chef du journal de la société, publié pour la première fois en 1838 sous le nom de Numismatic Chronicle. À partir de 1869, Akerman vit à Abingdon, où il meurt le 18 novembre 1873 .

## Ouvrages
Akerman publie un nombre considérable d'ouvrages sur les monnaies, les plus importants étant:
- Catalogue des pièces de monnaie romaines (1839) ;
- Manuel numismatique (1840) ;
- Pièces de monnaie romaines relatives à la Grande-Bretagne (1844) ;
- Monnaies anciennes — Hispania, Gallia, Britannia (1846) ;
- Illustrations numismatiques du Nouveau Testament (1846).

Il a également écrit:
- Le fils adoptif : Une légende de la rébellion de Jack Cade (1842) (sous le pseudonyme "Paul Pindar")
- Glossaire des mots utilisés dans le Wiltshire (1842) ;
- Printemps-Tide ; ou, Le pêcheur et ses amis (1850) ;
- Wiltshire Tales, illustratif du dialecte (1853) ;
- Vestiges de la Saxe païenne (1855).